# 부민운수
부민운수는 서울특별시 강서구의 마을버스 업체이다. 강서구 화곡본동.2동.4동.6동.8동 일대에 마을버스 노선을 운행하고 있으며, 회사의 본사는 서울특별시 강서구 개화동로8길 17로, 강서공영차고지 내에 있다.

## 회사 역사
초기 설립 당시에는 까치운수라는 사명으로 회곡2새마을부녀회에서 운행한 10번 노선을 그대로 이어받고, 새한교통과 각1대씩 11번노선을 서울시로부터 배정받아 운행하였다. (새한교통과 홍도산업은 적자 등으로 인하여 2003년 해당 자치구에 11번노선을 폐선할 것을 신청하였으나 자치구로부터 거부당했다.) 2003년경, 홍도산업으로 사명을 변경하였고 2004년 7월 대개편때 10번은 강서03번으로, 11번은 강서02번으로 변경되었다. 2013년 11월 부민운수 주식회사로 사명을 변경하였다.

## 운행 노선
- ● 강서02번: 남부시장 ↔ 하이웨이주유소 (구 강서마을 11번) <이 노선은 새한교통과 공동 배차 운행한다.>
- ● 강서03번: 차고지 ↔ 신정여상 (구 강서마을 10번)

## 보유 차량

#### 현대자동차
- 현대 뉴 카운티
- 현대 카운티 뉴 브리즈
- 현대 E-에어로타운

#### CRRC중국중차
- CRRC 그린웨이 720